# سید مسعود جزایری
سید مسعود جزایری سرتیپ سپاه پاسداران انقلاب اسلامی است. وی از ۱۳۷۶ تا ۱۳۸۵ به‌عنوان رئیس روابط عمومی و سخنگوی سپاه پاسداران فعالیت می‌کرد، در فاصله سال‌های ۱۳۸۶ تا ۱۳۹۱ معاونت فرهنگی و تبلیغات دفاعی ستاد کل نیروهای مسلح را برعهده داشت و از ۱۳۹۴ تا ۱۳۹۷ سخنگوی ارشد نیروهای مسلح بود.
اتحادیه اروپا در فروردین‌ماه ۱۳۹۰ جزایری را به دلیل نقشی که در نقض گسترده و شدید حقوق شهروندان ایرانی داشته، تحریم کرد.

## سوابق اجرایی
پیش از انتصاب مسعود جزایری به معاونت فرهنگی ستاد کل نیروهای مسلح توسط سید علی خامنه‌ای در آبان‌ماه ۱۳۸۶، او مسئولیتهایی چون مدیر روابط عمومی و سخنگوی سپاه پاسداران انقلاب اسلامی، عضویت در شورای عالی سپاه پاسداران انقلاب اسلامی، مسئول دفتر حقوقی سپاه پاسداران انقلاب اسلامی، ریاست مرکز فرهنگی سپاه پاسداران انقلاب اسلامی و ریاست اداره تبلیغات دفاعی ستاد کل نیروهای مسلح جمهوری اسلامی ایران را برعهده داشته‌است.

## انتخابات ریاست‌جمهوری ۱۳۸۸

### تهدید معترضان در خارج از کشور
در روز ۱۳ آبان سال ۱۳۸۸، همزمان با راهپیمایی معترضان به نتیجه انتخابات، مسعود جزایری طی مصاحبه‌ای با روزنامه کیهان، از اعتراضات پس از انتخابات به عنوان «فتنه» و «کودتای آمریکایی-انگلیسی» یاد کرد. وی همچنین در همین مصاحبه گفت: «تاکنون طیف قابل ملاحظه‌ای از پیاده‌نظام جریان فتنه شناسایی و به موقع با آنها برخورد خواهد شد.» وی در ادامه این گفتگو به تهدید معترضان به انتخابات داخل و خارج کشور پرداخت و تصریح کرد که: «جمهوری اسلامی ایران در عین سعه صدر، نمی‌تواند به عناصر برانداز و دنباله‌های کودتای نرم اجازه فتنه گری بدهد و چنانچه ناچار شود حتی خواهد توانست عقبه‌های برون مرزی کودتا را با چالش جدی مواجه سازد.»

### درخواست حصر خاتمی و رفسنجانی
۹ دی ۱۳۹۲ مسعود جزایری در مراسمی با عنوان «بزرگداشت حماسه ۹ دی» در خبرگزاری فارس، خواستار حصر «دو ضلع دیگر فتنه» شد. مسعود جزایری طی این مراسم گفت: «دربارهٔ فتنه چند گزاره وجود دارد؛ ۲ ضلع از سران فتنه در حصر نیستند در حالی که باید می‌بودند و آنها دارند در خارج از حصر، فتنه را مدیریت می‌کنند لذا رسانه باید از این حوزه مراقبت کند.» به زعم تحلیلگران اشاره مسعود جزایری به ۲ ضلع دیگر فتنه، اشاره به محمد خاتمی رئیس‌جمهوری اسبق و اکبر هاشمی رفسنجانی رئیس مجمع تشخیص مصلحت نظام باشد.

## تحریم اتحادیه اروپا
اتحادیه اروپا طی تصمیم مورخ ۲۳ فروردین ۱۳۹۰، هفده مقام ایرانی از جمله مسعود جزایری رابه دلیل نقشی که در نقض گسترده و شدید حقوق شهروندان ایرانی داشته‌اند، از ورود به کشورهای این اتحادیه محروم کرد. کلیه دارایی‌های این مقامات نیز در اروپا توقیف خواهد شد

## نقض حقوق بشر
بر اساس بیانیه اتحادیه اروپا،مسعود جزایری، در سرکوبهای پس از انتخابات ریاست جمهوری سال ۱۳۸۸ مشارکت داشته‌است. وی در مصاحبه‌ای در روزنامه کیهان هشدار داد که بسیاری از معترضین خارج و داخل ایران شناسایی شده‌اند و در زمان مقتضی با آن‌ها برخورد خواهد شد. او به‌طور آشکارا خواهان مخفی کردن خبرهای خروجی از رسانه‌های جمعی خارجی و مطبوعات معترض بوده‌است. او در سال ۲۰۱۰ از دولت خواست تا قوانین مجازاتی علیه ایرانیانی که با منابع رسانه‌های خارجی همکاری می‌کنند، تصویب کند.

## واکنش به تحریم اتحادیه اروپا
در پی تحریم مسعود جزایری توسط اتحادیه اروپا، مسعود جزایری طی مصاحبه‌ای با خبرگزاری مهر در مهرماه ۱۳۹۰، این اقدام اتحادیه اروپا را مضحک و بچه گانه توصیف کرد و خواستار آن شد که وزارت امور خارجه به سرعت در برابر اینگونه اقدامات که با لابی «صهیونیستی-انگلیسی-آمریکایی» شکل می‌گیرد موضع‌گیری جدی کند. مسعود جزایری در این مصاحبه تصریح کرد: هم‌اکنون وقت آن رسیده‌است که با سفارت انگلیس در تهران به عنوان یک مرکز توطئه و جاسوسی برخورد لازم صورت گیرد.